# Cyclosa pseudoculata
Cyclosa pseudoculata är en spindelart som beskrevs av Schenkel 1936. Cyclosa pseudoculata ingår i släktet Cyclosa och familjen hjulspindlar. Inga underarter finns listade i Catalogue of Life.